# Дівчина з характером
«Дівчина з характером» (рос. Девушка с характером) — радянський комедійний художній фільм 1939 року режисера Костянтина Юдіна. Перші ролі в кіно Михайла Глузького і Анатолія Соловйова.

## Сюжет
У пошуках істини й аби покарати директора-бюрократа Мєшкова, який розвалив роботу в колись процвітаючому далекосхідному звіроколгоспі, найкраща робітниця господарства Катя Іванова вирушає в райцентр. По дорозі на станцію Каті вдається зловити і здати прикордонникам диверсанта. Потім вона без квитка їде поїздом писати скаргу, тому їй доводиться працювати офіціанткою в вагоні-ресторані, і потрапляє в Москву. У поїзді Катя знайомиться з червонофлотцем Сергієм, але після прибуття в Москву вони гублять одне одного. Катя влаштовується продавчинею в магазин хутра, після — на фабрику грамплатівок. При цьому вона активно агітує дівчат-колег по роботі їхати на Далекий Схід. Сергій довго розшукує Катю, і пошук завершується успіхом. Тим часом скарга Каті розглянута, і вона призначена новою очільницею радгоспу, замість звільненого Мєшкова. Катя, її подруги і Сергій їдуть на Далекий Схід.

## У ролях
- Валентина Сєрова —  Катя Іванова, працівниця далекосхідного звіроколгоспу
- Емма Цесарська —  Катерина Іванова, дружина командира
- Андрій Тутишкін —  Сергій Берьозкін, червонофлотець
- Павло Оленєв —  Бобрик, директор хутряного магазина
- Петро Рєпнін —  Цвєтков, директор фабрики грамофонних платівок
- Всеволод Санаєв —  Сурков, лейтенант міліції
- Олександр Антонов —  Мєшков, директор звіроколгоспу
- Олександр Жуков —  кондуктор експреса
- Сергій Блинников —  завідувач вагоном-рестораном
- Михайло Рум'янцев —  офіціант
- Михайло Глузський —  прикордонник
- Анатолій Соловйов —  червоноармієць
- Микола Арський —  службовець в наркоматі
- Володимир Дорофєєв —  єгер
- Микита Кондратьєв —  фотокореспондент
- Галина Кравченко —  мама загубленої дитини
- Іван Лобизовський —  комсорг фабрики грамплатівок
- Іона Бій-Бродський —  любитель пива в вагоні-ресторані

## Знімальна група
- Автори сценарію: Геннадій Фіш, Йосип Склют
- Режисер-постановник: Костянтин Юдін
- Оператор: Тимофій Лебешев
- Композитори: Данило Покрасс, Дмитро Покрасс
- Художник: Георгій Гривцов
- Костюмерка: М. Жукова
- Звукооператор: А. Горнштейн
- Звукооформлювачка: В. Ладигіна
- Асистент режисера: М. Калугін
- Асистенти оператора: С. Галаджев, А. Корольов
- Монтажер: Лев Фелонов
- Помічники режисера: Ф. Лєвшина, В. Слонимський
- Рірпроєкція:
  - оператор: Борис Арецький
- Директор групи: Н. Поль